# Petrovice (Ústí nad Orlicí-i járás)
Petrovice település Csehországban, az Ústí nad Orlicí-i járásban. Petrovice Dolní Dobrouč, Dolní Čermná, Letohrad és Verměřovice településekkel határos. Lakosainak száma 258 fő (2024. január 1.).

## Népesség
A település lakosságának változását az alábbi diagram mutatja:
| Lakosok száma | 360  | 353  | 286  | 225  | 232  | 238  | 248  | 253  | 254  | 258  |
|               | 1869 | 1890 | 1921 | 1950 | 1980 | 2001 | 2017 | 2019 | 2022 | 2024 |